# Blauen (Badenweiler)
El Blauen (o alternativamente: Hochblauen) es un monte de una altura de 1165 m de la Selva Negra en Baden-Wurtemberg, Alemania. Su cumbre se encuentra entre Badenweiler en el distrito de Brisgovia-Alta Selva Negra y Schliengen y Malsburg-Marzell en el distrito de Lörrach. En la cumbre hay una torre de observación (Blauenturm).